# Conseil d'État (Ghana)
Pour les articles homonymes, voir Conseil d'État.
Le Conseil d'État du Ghana est le Conseil d'État et la juridiction suprême de l'ordre juridictionnel administratif de la République du Ghana. il est composé de citoyens éminents, à l'instar du Conseil des Anciens dans le système politique traditionnel, qui conseille le Président sur les problèmes nationaux.
Le Conseil d'État a été créé par les articles 89 à 92 de la Constitution du Ghana de 1992: « Il y aura un Conseil d'État pour conseiller le Président dans l'exercice de ses fonctions ».

## Conditions
Le Conseil d'État doit comprendre un ancien juge en chef du Ghana, un ancien chef d'état-major de la défense et un ancien inspecteur général de la police et le président de la Maison nationale des chefs. Chaque région du Ghana a également un représentant élu. Le président du Ghana nomme également onze membres. Les membres restent en fonction jusqu'à la fin du mandat du président.  

## Membres actuels
La composition actuelle a été assermentée par le président Nana Akufo-Addo le 27 février 2017 à la State House à Accra. Le poste vacant réservé à l'ancien juge en chef du Ghana a été pourvu à la suite de la nomination de Georgina Wood après sa retraite.  

### Membres élus
|                             |                  |                                 |
| Nom                         | Terme            | commentaires                    |
| Nana Owusu Achiaw           | Fév 2017-présent | Région Ashanti                  |
| Kwadwo Agyenim Boateng      | Fév 2017-présent | Région de Brong Ahafo           |
| Obrempong Appiah Nuamah II  | Fév 2017-présent | Région centrale                 |
| Nana Somuah Mireku-Nyampong | Fév 2017-présent | Région orientale                |
| Nii Kotei Dzani             | Fév 2017-présent | Région du Grand Accra           |
| Bo-Na Yakubu S. Nantogma    | Fév 2017-présent | Région du Nord                  |
| Robert D. Mosore            | Fév 2017-présent | Région du Haut Ghana oriental   |
| Richard Babini Kanton IV    | Fév 2017-présent | Région du Haut Ghana occidental |
| Francis Albert Seth Nyonyo  | Fév 2017-présent | Région de la Volta              |
| Eunice Jacqueline Buah      | Fév 2017-présent | Région Occidentale              |
|                             |                  |                                 |

### Membres nommés
|                                  |                                          | |
| Nom                              | Terme                                    | commentaires |
| Nana Otuo Siriboe (en) II,       | Fév 2017-présent (également 2005 - 2009) | Chef suprême de la zone traditionnelle d'Asante-Juaben Ancien professeur à l'Université des sciences et technologies Kwame Nkrumah Élu président par le conseil en 2017 |
| Sam Okudzeto (en)                | Fév 2017-présent                         | ancien président de l'Association du barreau du Ghana |
| Nana Kofi Obiri Egyir II (en)    | Fév 2017-présent                         | Sanaa Lodge |
| Stanley Nii Adjiri Blankson (en) | Fév 2017-présent                         | ancien maire d'Accra |
| Alberta Cudjoe                   | Fév 2017-présent                         | |
| Alhaji Aminu Amadu               | Fév 2017-présent                         | |
| Margaret Amoakohene              | Fév 2017-présent                         | École des études en communication, Université du Ghana, Legon; |
| Alhaji Sahanun Moqtar            | Fév 2017-présent                         | |
| Georgina Kusi                    | Fév 2017-présent                         | |
| Alhaji Sule Yiremiah             | Fév 2017-présent                         | |
| Paa Kofi Ansong                  | Fév 2017-présent                         | |
|                                  |                                          | |

### Membres d'office
|                                     |                     |                                        |
| Nom                                 | Terme               | commentaires                           |
| Général Joseph Boateng Danquah (en) | Fév 2017-présent    | ancien chef d'état-major de la défense |
| Nana Owusu-Nsiah (en)               | Fév 2017-présent    | ancien inspecteur général de la police |
| Togbe Afede XIV (en)                | Fév 2017-présent    | Président, Maison nationale des chefs  |
| Georgina Wood                       | Juin 2017 - présent | ancien juge en chef du Ghana           |

## Anciens membres notables
- Gifty Afenyi-Dadzie, ancienne présidente de la Association des journalistes du Ghana : 2005-2009.
- Kofi Awoonor, écrivain, poète et diplomate, représentant permanent du Ghana à l'ONU : 2009 -2013.

## Réunions
Le Conseil doit se réunir quatre fois par an. Il peut également se réunir à la demande du Président du Ghana, du Parlement du Ghana ou d'au moins cinq membres en exercice du Conseil. Il devrait y avoir plus de la moitié des membres du Conseil lors d'une réunion pour former le quorum. Les décisions du Conseil sont valables si elles sont votées par la majorité des membres présents. Le Conseil réglemente ses propres procédures sous réserve des dispositions de la Constitution du Ghana.